# 西班牙足球青年荣誉联赛
西班牙足球青年荣誉联赛（西班牙語：División de Honor Juvenil），是西班牙最高级别的19岁以下青年足球联赛，由西足协负责运营和管理。
青年荣誉联赛分为7个组，每组16支球队参赛。在赛季末，每组的冠军和成绩最好的第二名将会获得参加冠军杯的机会。每组排名最后的4支球队将会降级至全国联赛。